# 施耐德1927年型85公厘野戰炮
施耐德1927年型85公厘野戰炮(英語：Canon de 85 modèle 1927 Schneider)為法國施耐德电气在1920年代戰間期開發的野戰炮，但是其口徑設計與火力發揚理念未被世界主流軍事組織給接受，最後並沒有遭大規模採購；但此型炮研發的相關技術卻移植回舊型野戰炮上，大獲成功。

## 簡介
法國陸軍在19世紀末主導開發出近代火炮史上的里程碑-1897年型75公厘野戰炮後，曾一度列身世界炮兵頂級，且大規模將75野炮配備軍隊，並推銷給世界上許多國家，法國陸軍將領甚至認為只要有75野炮即可宰制戰場；但這個想像在第一次世界大戰開戰起就被狠狠的遭到碾碎－75公厘榴彈對無防護的步兵肉身或許已經威力足夠，但面對有防禦的目標破壞力卻太小，甚至無法破壞稍作強化的普通野戰防禦陣地。
法國並沒有因為大戰經驗這個挫折放棄通用火炮構想，他們認為如果75公厘口徑不夠，那就稍微放大試看看市場評價；1925年，施耐德為師級支援火炮市場開發出口徑85公厘的榴彈炮。
面對破壞力的質疑，施耐德以重／輕彈設計做為賣點；輕彈彈頭重8.8公斤、射程9,800公尺，重彈彈頭重10公斤、射程15,000公尺。
如何讓同樣尺寸的藥室相容不同的彈種區分設計方式是由炮彈著手，輕彈與重彈間以炮彈炮尾環厚度差別讓同藥室可相容尺寸不同的砲彈；況且本型火炮閉鎖設計採用間斷螺紋式炮閂，發射藥採藥包設計，也沒有發射藥桶尺寸相容性問題。
但是，第一個首要問題是誰要接受85公厘火炮設計，除了蘇聯在1930年代時開發高射炮運用此口徑並移植改戰車炮外，其它歐洲國家在一戰教訓後並沒有特別想回頭採用口徑低於100公厘以下的榴彈炮，況且光法軍自己庫存都還有一大票的75野炮與彈藥，因此銷售上很難被主流歐洲陸軍國家所接受；第二個問題是彈藥差異會帶來生產後勤上的不便，沒有任何將領能替保證第一線面對的目標特性，因此會希望手頭有最具威力的武器，如此一來以殺傷步兵為導向的輕榴彈實際上沒有意義。而且如果在作戰時缺少任何一種類型炮彈也不是指揮官所樂見。
最後本型榴彈炮只有希臘陸軍採購48門，希臘在1941年遭納粹德國入侵投降後將繳獲的本型武器改名為8.5公分加農榴彈炮 287(g)（ 8.5 cm Kanonehaubitze 287(g)）。因為數量極少，也沒有多大建樹。目前在雅典的戰爭博物館尚保留一門實品。
不過，有些諷刺的是1920年代末期日本帝國陸軍到法國考察時，施耐德將火炮口徑縮減為75公厘，卻成功將相關技術推銷給日本，成為九十式野炮；可說繞了一圈回到原點的奇妙現象。